# Riel-les-Eaux
Riel-les-Eaux ist eine französische Gemeinde mit 93 Einwohnern (Stand 1. Januar 2022) im Département Côte-d’Or in der Region Bourgogne-Franche-Comté. Sie gehört zum Kanton Châtillon-sur-Seine und zum Arrondissement Montbard. 
Sie grenzt im Nordwesten an Cunfin, im Nordosten an Lanty-sur-Aube, im Osten an Gevrolles, im Südosten an Montigny-sur-Aube und Bissey-la-Côte, im Süden an Thoires, im Südwesten an Belan-sur-Ource und im Westen an Autricourt. 

## Siehe auch

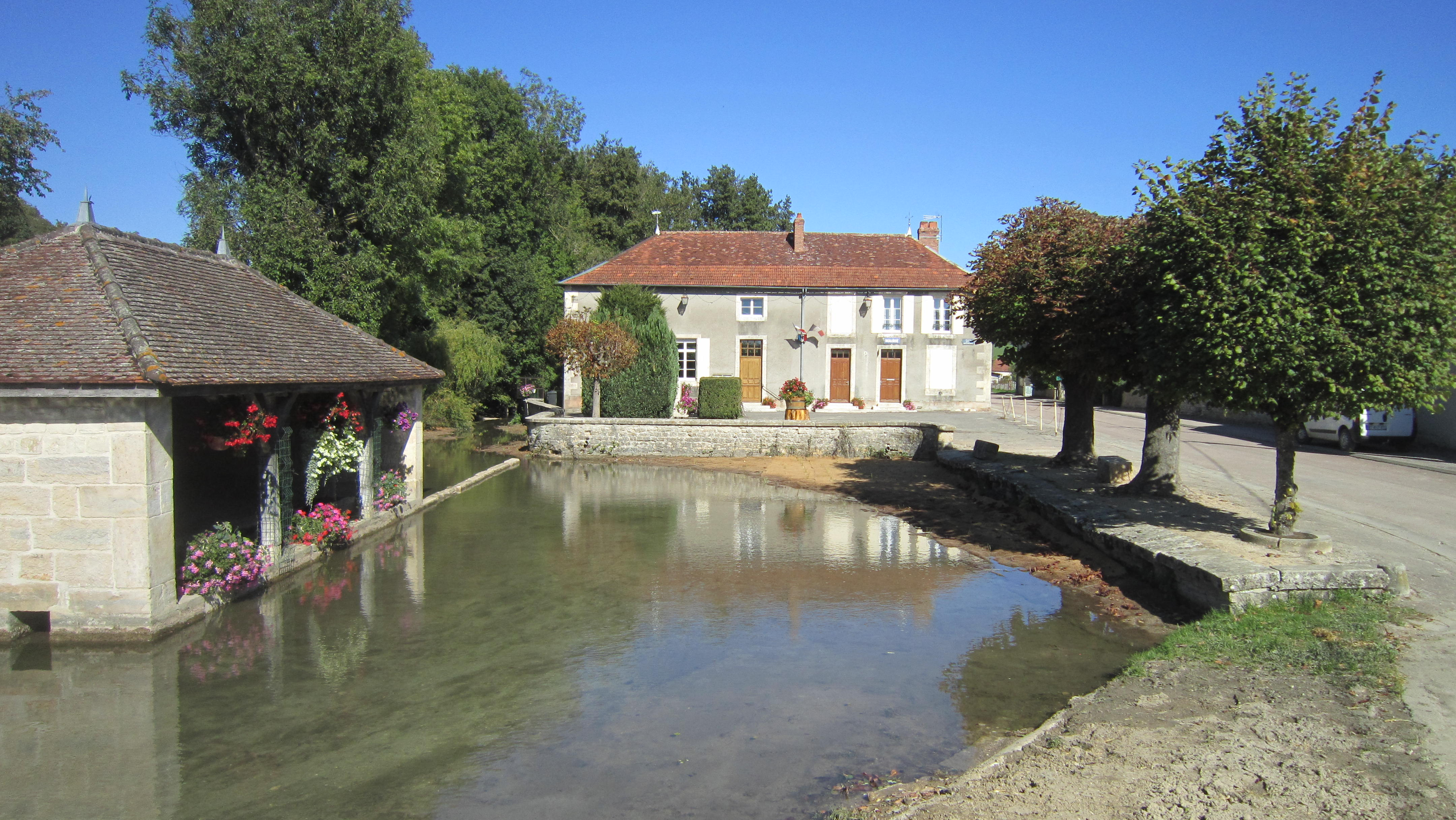
Mairie und Lavoir in Riel-les-Eaux

## Bevölkerungsentwicklung
| Jahr                       | 1962 | 1968 | 1975 | 1982 | 1990 | 1999 | 2008 | 2015 |
| -------------------------- | ---- | ---- | ---- | ---- | ---- | ---- | ---- | ---- |
| Einwohner                  | 149  | 117  | 105  | 106  | 94   | 96   | 77   | 92   |
| Quellen: Cassini und INSEE |      |      |      |      |      |      |      |      |